# Васил Ангелов
Вижте пояснителната страница за други личности с името Васил Ангелов.
Васил Томов Ангелов с псевдоним Благодумов е български офицер (майор) и революционер, деец на Вътрешната македоно-одринска революционна организация.

## Биография
Васил Томов Ангелов е роден в 1882 година в родопското село Арда, тогава в Османската империя. Брат е на Ангел Томов. Завършва средно образование и постъпва като юнкер във Военното училище в София, където се присъединява към ВМОРО. През януари 1903 година завършва и постъпва на служба в 9-и пехотен пловдивски полк с чин подпоручик, но още през май същата година напуска войската и Задграничното представителство на ВМОРО го изпраща като военен инструктор. Той навлиза в Серския революционен окръг и се присъединява към четата на Яне Сандански. Ангелов става един от приближените на Сандански хора.
През август 1903 година Ангелов е делегат на конгреса на Серски окръг в местността Ливадката край село Пирин, на който се изработва планът за действие по време на въстанието. Конгресът определя Ангелов за Демирхисарски войвода, като неговата чета трябва да проучи възможностите за взривяване на железопътния мост при Демирхисар и за завземане на самия град. По време на Илинденско-Преображенското въстание действа в Демирхисарско заедно с Илия Кърчовалията и Любомир Стоенчев, но не успяват да осъществят плана за завземане на Демирхисар. След края на въстанието Ангелов с четата си се изтегля в България и отново постъпва на служба в 9-и полк, като продължава да изпълнява задачи на ВМОРО.
Участва във войните за национално освобождение 1912 – 1918 година. Служи в 19-и пехотен шуменски полк. След 1919 година завършва медицина в София и работи като лекар в Разград, където умира през 1953 година.

## Военни звания
- Подпоручик (1903)
- Поручик (19 септември 1905)
- Капитан (22 септември 1910)
- Майор (30 май 1918)